# Synagoga ve Svojšíně
Synagoga ve Svojšíně je bývalá židovská modlitebna, jež se nachází při západní straně jižní části návsi ve Svojšíně, dnes jako č.p. 49.
Roku 1895 byla židovskou obcí prodána do křesťanských rukou a přestavěna pro obytné účely. Druhá, starší synagoga stála mezi Mží a silnicí na Otročín na parcele číslo 1131 katastrálního území obce. Měla vysokou střechu pokrytou šindely a sloužila též jako rabínský byt. Po roce 1950 byla stržena.
Nejstarší známá synagoga byla zbourána už roku 1884. Ke vsi patřil i židovský hřbitov zmiňovaný roku 1660 a k roku 1893 jsou doklady o existenci mikve.